# Noves impressions d'Àfrica
Noves impressions d'Àfrica (Nouvelles Impressions d'Afrique) seguit de L'ànima de Victor Hugo (L'Âme de Victor Hugo) és una novel·la en vers de Raymond Roussel publicada a Alphonse Lemerre al juny de 1932. Aquesta obra està il·lustrada amb 59 dibuixos executats per Henri-Achille Zo.

## Resum
Aquest text s'articula, d'entrada, segons quatre parts — o cants — diferents, indicades mitjançant títols i a la taula de matèries situada a la fi de l'obra, més precisa: 
- 1 - Damiette - La casa on sant Lluís va estar empresonat;
- 2 - El Camp de batalla de les Piràmides;
- 3 - La Columna que, llepada fins al que la llengua sagna, cura la icterícia (Mesquita Aboul'-Ma'atèh.[2] Voltants de Damiette);
- 4 - Els Jardins de Rosette vistos des d'una dahabieh (Voltants del Caire).

En funció d'aquesta partició, tota l'acció sembla desenvolupar-se a Egipte.
Una cinquena part titulada L'Ànima de Victor Hugo designa la peça poètica, un encadenament d'un grup de sonets intercalats per pàgines verges, que clausura l'obra i el subtítol de la qual és « Mon Ànima » (Mon Âme).

## Al voltant del llibre

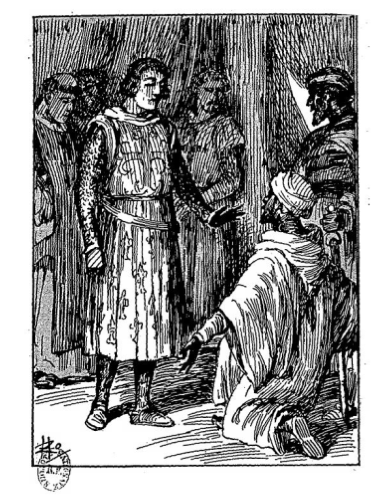
Primer dibuix de Zo per ordre de lectura (entre la pàg. 3 i la pàg. 4.)

### Redacció
Raymond Roussel indica a Com he escrit alguns dels meus llibres pel que fa a la Doublure, aparegut l'any 1897 a Alphonse Lemerre, que es tracta d'una «novel·la en vers». Les Nouvelles Impressions d'Afrique obeeixen al mateix principi genèric. D'altra banda, no són la «continuació» de les Impressions d'Àfrica (1909-1910), sinó quelcom diferent.
Els1.274 versos són alexandrins rimats. Al llarg de la lectura, es troben crides de notes, numerades independentment i, també aquestes, en rima; i de vegades, a l'interior d'aquestes notes, una nova crida de nota, igualment en rima.
El relat es desplega, l'autor obre llavors un parèntesi des del 10è vers, a continuació un altre, i encara un altre, de manera que crea un intercalament, i totes elles es van tancant al llarg de la lectura: així fa l'autor per exemple al vers 23, on es tanquen cinc parèntesis.
Originalment, Roussel volia fer compondre el text en diferents colors per facilitar la lectura. En l'edició de la traducció al català de Joan Vintró es va aplicar aquest criteri.
En aquest llibre només estan impreses les pàgines senars. El colofó és del 30 de juny de 1932

### Il·lustracions

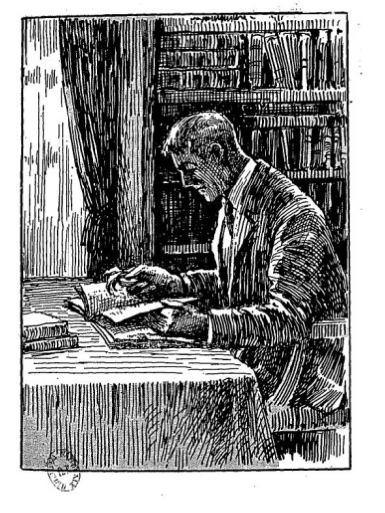
La 4a imatge mostra un home ocupat a fullejar un llibre.

Es tracta de la segona obra de Roussel que inclou il·lustracions, després de La Poussière de soleils, concebuda per a l'escena teatral l'any 1926, i igualment en vers.
Aquestes imatges foren encarregades de forma anònima per l'autor a l'artista via una agència de detectius. Aquí, les il·lustracions es presenten com un conjunt de 59 imatges sense llegenda i totes signades Henri-Achille Zo. Els gravats no estan numerats i s'inclouen fora de text, intercalats entre pàgines verges. Mirant una imatge, el lector comprèn que correspon a certs versos. Així, la primera imatge (inclosa més amunt) representa a Sant Lluís a Damiata, Egipte.
D'altres imatges il·lustren moments prosaics, com presos de la vida diària moderna (començament del segle XX): per exemple, a la quarta imatge es veu un home al seu despatx que consulta un llibre, obert, amb una flor a la mà dreta.
La imatge 59 arriba després de la fi de la quarta part del llibre i representa un cel nocturn constel·lat d'estrelles.
L'explicació del nombre d'imatges rau en el càlcul següent: les quatre parts o cants de les Nouvelles Impressions d'Afrique formen 258 pàgines tipografiades, plegades sota la forma de 59 quaderns de 4 pàgines no tallats: així, cada imatge venia entre cada quadern, a l'espai deixat buit. La 28ena imatge mostra d'altra banda un home intentant llegir entre les pàgines no tallades d'un llibre.